# ناحیه شراقه
ناحیه شراقه (به عربی: دائرة الشراقة) یک شهرستان در الجزایر است که در استان الجزیره واقع شده‌است.

## خصوصیات
ناحیه شراقه ۱۷۸٬۱۵۳ نفر جمعیت دارد.